# Синкинг Спринг (Охајо)
Синкинг Спринг (енгл. Sinking Spring) град је у америчкој савезној држави Охајо.

## Демографија
По попису из 2010. године број становника је 133, што је 25 (-15,8%) становника мање него 2000. године.
| Група             | 2000.       | 2010.        |
| Белци             | 154 (97,5%) | 133 (100,0%) |
| Афроамериканци    | 0 (0,0%)    | 0 (0,0%)     |
| Азијати           | 0 (0,0%)    | 0 (0,0%)     |
| Хиспаноамериканци | 0 (0,0%)    | 0 (0,0%)     |
| Укупно            | 158         | 133          |